# Uniwersytet w Caen
Uniwersytet w Caen (franc. Université de Caen Basse-Normandie) – uniwersytet w Caen we Francji. 
Został ufundowany w 1432 przez króla Anglii Henryka VI. W 1438 składał się już z pięciu wydziałów. Powstanie uniwersytetu zostało potwierdzone w 1452 przez króla Francji Karola VII.
7 lipca 1944 uniwersytet został całkowicie zniszczony w czasie nalotu bombowego. Odbudowa rozpoczęła się w 1948. Nowy uniwersytet rozpoczął działalność w czerwcu 1957. Jego logo przedstawia feniksa, symbolizującego odrodzenie. 
Uniwersytet w Caen posiada makietę Rzymu o powierzchni 70 m².